# Arisaema omeiense
Arisaema omeiense là một loài thực vật có hoa trong họ Ráy (Araceae). Loài này được P.C.Kao mô tả khoa học đầu tiên năm 1989.